# تشارلز تورنر (لاعب كريكت أسترالي)
تشارلز تورنر (16 نوفمبر 1862 في أستراليا - 1944 في أستراليا) (بالإنجليزية: Charles Turner)‏ هو لاعب كريكت أسترالي. شارك مع منتخب أستراليا الوطني للكريكت. أما مع النوادي، فقد لعب مع فريق جنوب ويلز الجديد للكريكت ‏.

## وصلات خارجية
- تشارلز تورنر على موقع إي آس بي آن كريك إنفو (الإنجليزية)